# Portia de Rossi
Portia de Rossi (Geelong, 31. siječnja 1973.), australska glumica. Najpoznatija je po ulozi odvjetnice Nelle Porter u "Ally McBeal".

## Životopis

### Djetinjstvo
Rodila se kao Amanda Lee Rogers, od majke Margaret, medicinske recepcionerke, i oca Barryja. Odrasla je u Grovedaleu, predgrađu Geelonga. U Geelongu je pohađala lokalnu gimnaziju, zatim odlazi u Melbourne, prvo u djevojačku gimnaziju, a kasnije na Pravni fakultet Sveučilišta u Melbourneu, ali nije diplomirala. U 15. godini mijenja ime u Portia de Rossi. Rekla je da je izabrala ime Portia jer je veliki Shakespeareov fan (Portia je lik iz drame Mletački trgovac, ime majke Torquata Tassa), a de Rossi jer je mislila da će joj talijansko prezime donijeti stila.

### Karijera
Prvu ulogu ostvaruje u filmu australske proizvodnje "Sirene" iz 1994. godine. Nakon toga nastavila se probijati kao glumica, te se preselila u Los Angeles gdje dobiva televizijsku ulogu u seriji "Nick Freno". 1997. godine dobiva kratku ulogu u horor trileru "Vrisak 2", gdje igra Murphy, djevojku iz sestrinstva. Najveću slavu je iskusila u vrijeme kad je dobila ulogu u seriji "Ally McBeal". U seriji je nastupala sve do samog kraja. U periodu 2003. – 2006. dobiva ulogu u FOX-ovoj seriji "Prikraćeni".
Nakon kraćeg izbivanja s malih ekrana, vraća se u 5. sezoni serije "Reži me", kao Olivia Lord, nova djevojka lika Julije McNamare, koju tumači Joely Richardson. 

### Privatni život
Bila je u trogodišnjem braku s Melom Metcalfeom, snimateljem dokumentaraca. Kasnije joj je partnerica bila Francesca Gregorini, pokćerka Ringa Starra. Danas je u braku s uspješnom komičarkom i TV voditeljicom Ellen DeGeneres. Zajedno žive na Beverly Hillsu. Kao lezbijka se javno deklarira od 2005. godine.

## Filmografija

### Televizijske uloge
- "Scandal" as  Elizabeth North (2014.- )
- "Better off Ted" kao Veronica (2009. – 2010.)
- "Reži me" (Nip/Tuck) kao Olivia Lord (2007. – 2009.)
- "Prikraćeni" (Arrested Development) kao Lindsay Bluth Fünke (2003. – 2006.)
- "Mister Sterling" kao Lauren Barnes (2003.)
- "Zona sumraka" (The Twilight Zone) kao Laurel Janus (2002.)
- "Ally McBeal" kao Nelle Porter (1998. – 2002.)
- "Ally" kao Nelle Porter (1999.)
- "Veronikine tajne" (Veronica's Closet) kao Carolyn (1997.)
- "Nick Freno: Licensed Teacher" kao Elana Lewis (1996. – 1997.)
- "Too Something" kao Maria Hunter (1995. – 1996.)

### Filmske uloge
- "Ambition to Meaning: Finding Your Life's Purpose" kao Denise Moore (2009.)
- "Prokleti" (Cursed) kao Zela (2005.)
- "Dead & Breakfast" kao Kelly (2004.)
- "The Night We Called It a Day" kao Hilary Hunter (2003.)
- "Ubojstva u Tijuani" (I Witness) kao Emily Thompson (2003.)
- "America's Prince: The John F. Kennedy Jr. Story" kao Carolyn Bessette Kennedy (2003.)
- "Two Girls from Lemoore" (2003.)
- "The Glow" kao Jackie Lawrence (2002.)
- "Tko je Cletis Tout?" (Who is Cletis Tout?) kao Tess Tobias (2001.)
- "Women in Film" kao Gina (2001.)
- "Stigmata" kao Jennifer Kelliho (1999.)
- "American Intellectuals" kao Sarah (1999.)
- "The Invisibles" kao Joy (1999.)
- "Perfect Assassins" kao Lana Collins (1998.)
- "Girl" kao Carla Sparrow (1998.)
- "Astoria" (1998.)
- "Vrisak 2" (Scream 2) kao Murphy (1997.)
- "The Woman in the Moon" (1995.)
- "Sirene" (Sirens) kao Giddy (1994.)